# محمد الحبيب باي
محمد الحبيب باي أو الحبيب باي أو محمد الحبيب باشا باي هو الباي السادس عشر من البايات الحسينيين بتونس، حكم من عام 1922 إلى وفاته عام 1929. ولد في 13 أوت 1858 وتوفي في 13 فيفري 1929. تم سنة 1922، في عهد محمد الحبيب باي، وبإيعاز من المقيم العام الفرنسي «لوسيان سان» إقرار جملة من الإصلاحات كان أهمها تأسيس «المجلس الكبير» و«مجالس الأعمال» (مجالس جمهوية).

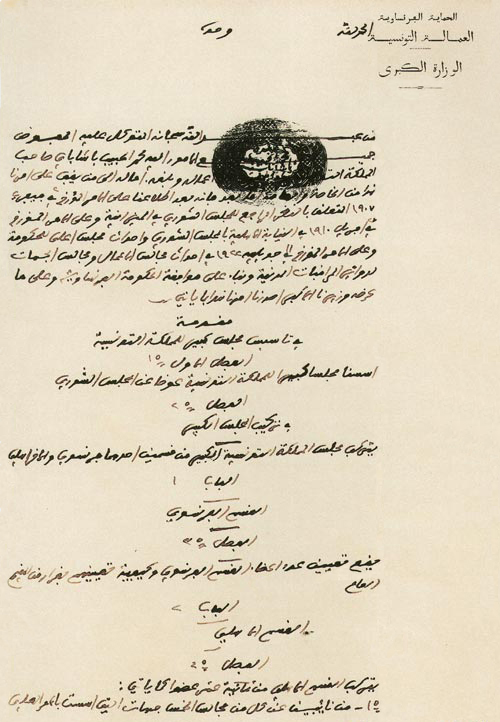
وثيقة أمر تأسيس "المجلس الكبير"
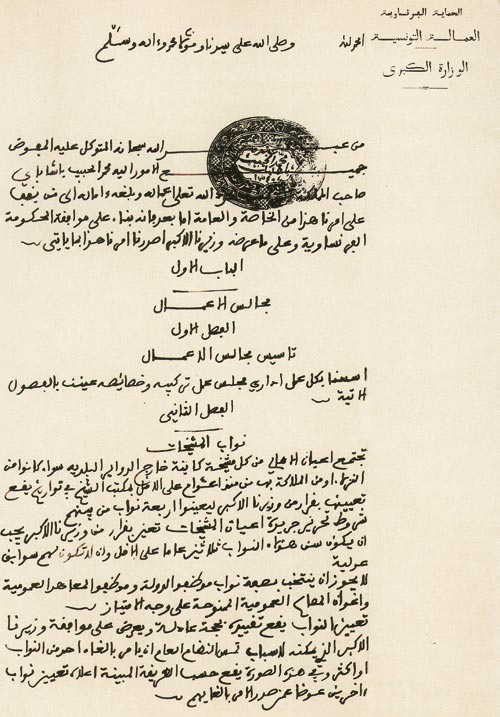
وثيقة أمر تأسيس "مجالس الأعمال"

## الأوسمة والتشريفات
- نيشان الدم (تونس).